# Garbas Pierwszy
Garbas Pierwszy (niem. Garbassen) – wieś w północno-wschodniej Polsce, położona w województwie podlaskim, w powiecie suwalskim, w gminie Filipów. Leży nad północnym brzegiem jeziora Garbas. Obejmuje sołectwo Garbas Pierwszy. 
W okresie międzywojennym posiadłość ziemską miał tu Eugeniusz Gałdziewicz (323 mórg). Jej pozostałością jest park podworski.
W tym czasie stacjonowała tu placówka Straży Celnej  „Jeziorki” i placówka Straży Celnej „Garbaś”.
Wieś założona w 1548 roku. W 1938 r. liczyła 815 mieszkańców.
W latach 1975–1998 miejscowość administracyjnie należała do województwa suwalskiego.
Wieś znajdowała się w dawnym powiecie oleckim,